# آفتاب، مهتاب، زمین
آفتاب، مهتاب، زمین فیلمی به کارگردانی و نویسندگی علی قوی تن ساخته سال ۱۳۹۱ است.
خلاصه‌‌‌‌‌فیلم
یک مرد روحانی برای احقاق حق خود وارد روستایی می‌شود که همه آدم‌های آن‌جا برایش غریبه‌اند.

## بازیگران
- علی قوی تن
- مهسا معرفتی
- حسین محمدیان
- صدف بهشتی
- محمود مرتضایی
- شادی محمدپور